# Apha floralis
Apha floralis är en fjärilsart som beskrevs av Butler 1881. Apha floralis ingår i släktet Apha och familjen Eupterotidae. Inga underarter finns listade i Catalogue of Life.